# Wiesviller
Wiesviller é uma comuna francesa na região administrativa de Grande Leste, no departamento de Mosela. Estende-se por uma área de 8,83 km². Em 2010 a comuna tinha 971 habitantes (densidade: 110 hab./km²).